# Камень Гоа

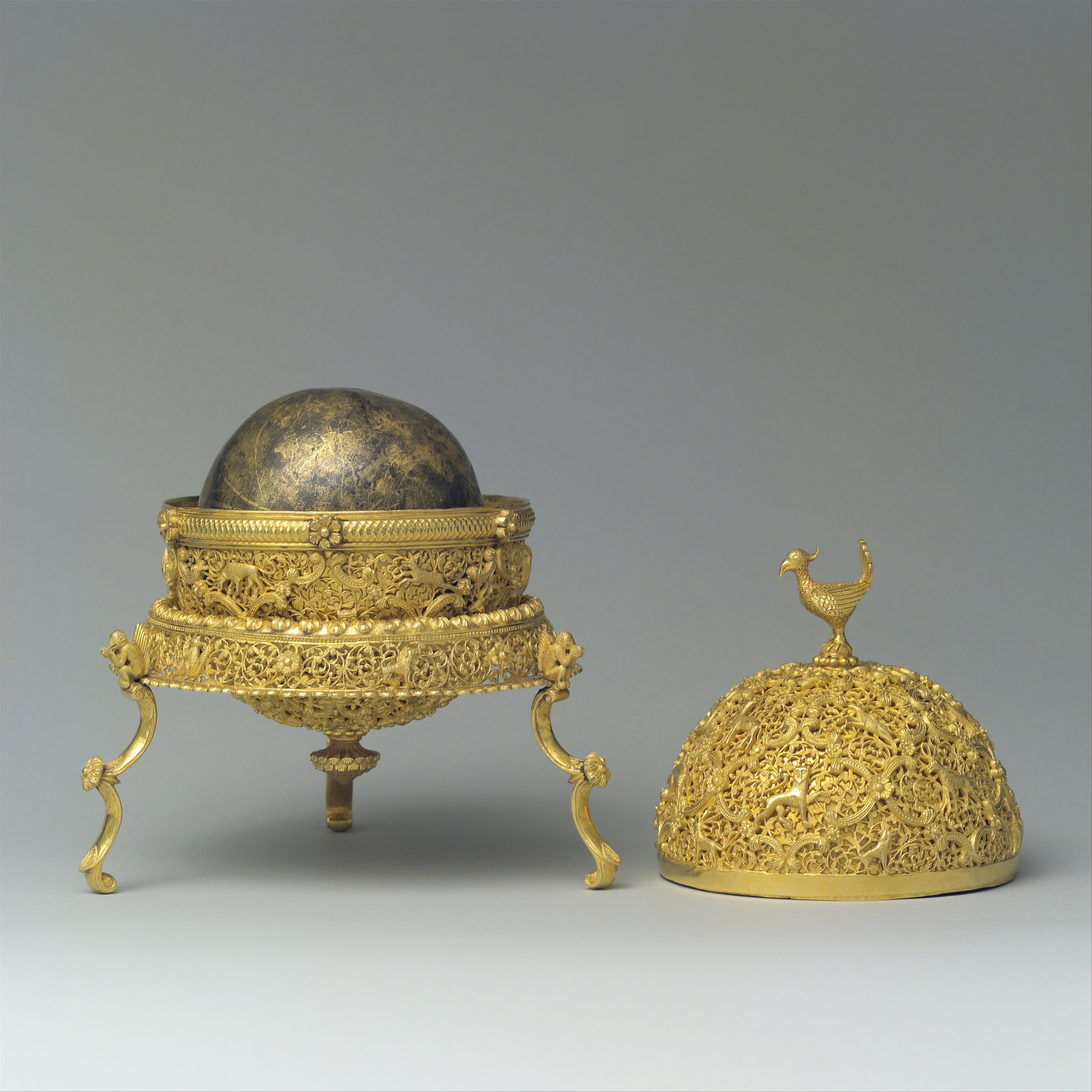
Камень Гоа в золотом контейнере, музей Метрополитен, Нью-Йорк

Камни Гоа — искусственные безоары (твердый шарик из непереваренных частиц, часто обнаруживающийся в желудках жвачных животных), изготовлявшиеся иезуитами в индийском Гоа в XVII — начале XVIII века. В древности безоарам приписывались магические и целебные свойства, в частности, в Европе бытовало поверье, что безоарный камень, если его опустить в напиток, защищает владельца от яда.
Камни Гоа изготовлялись из смеси различных органических и неорганических веществ, таких как: измельченные раковины, минералы, драгоценные камни, янтарь, смола и мускус, а также самих безоаров, взятых за основу. Камни Гоа импортировались в Европу, нередко для них изготавливались драгоценные контейнеры из золота и серебра, круглой формы в виде двух полусфер. Уцелевшие экземпляры вместе с контейнерами хранятся в музеях, в том числе музее Метрополитен. 